# English Open (Tischtennis)
English Open ist ein Tischtennisturnier, das jährlich vom englischen Tischtennisverband ETTA (The English Table Tennis Association) durchgeführt wird. Es ist Teil der ITTF-Pro-Tour-Serie.

## Historie
Erstmals ausgetragen wurden die English Open 1921 unter der Bezeichnung English National Championships vom damaligen englischen Tischtennisverband Table Tennis Association. Als sich der Verband im April 1927 auflöste, übernahm der Nachfolgeverband English Table Tennis Association (ETTA) die Durchführung. 1927 fanden daher die ersten für Ausländer offenen Meisterschaften statt. Seit 1996 gehört das Turnier zur ITTF-Pro-Tour-Serie.

## Ergebnisse

### 1996 – heute: ITTF Pro Tour English Open

#### Erwachsenenturniere
| Saison  | Ort           | Herreneinzel      | Dameneinzel        | Herrendoppel                    | Damendoppel                |
| ------- | ------------- | ----------------- | ------------------ | ------------------------------- | -------------------------- |
| 2010/11 | Sheffield     | Chen Qi           | Ding Ning          | Xu Xin Zhang Jike               | Guo Yan Guo Yue            |
| 2008/09 | Sheffield     | Ma Long           | Guo Yan            | Ma Long Wang Liqin              | Kim Kyung-ah Park Mi-young |
| 2000/01 | Chatham       | Wang Liqin        | Yoshie Takada      | Timo Boll Zoltan Fejer-Konnerth | Kim Hyang-mi Kim Hyon-hui  |
| 1998/99 | Hopton-on-Sea | Ma Wenge          | Jie Schöpp         | Trinko Keen Danny Heister       | Lee Eun-Sil Ryu Ji-hae     |
| 1996/7  | Kettering     | Jean-Michel Saive | Chen-Tong Fei-Ming | Christophe Legoût Patrick Chila | Chai Po Wa Qiao Yunping    |
| 1995/6  | Kettering     | Kong Linghui      | Yang Ying          | Werner Schlager Karl Jindrak    | Yang Ying Wang Hui         |

#### Junioren Unter 21
| Saison  | U21 Jungen     | U21 Mädchen    |
| ------- | -------------- | -------------- |
| 2010/11 |                |                |
| 2008/09 | Seo Hyun-deok  | Daniela Dodean |
| 2000/01 | Bastian Steger | Kim Yun Mi     |
| 1998/99 | Cheng Yuan Su  | Ann Konishi    |
| 1996/7  | Martin Monrad  | Fumie Kawano   |
| 1995/6* | Ryo Yuzawa     | Keiko Okazaki  |

#### 1995/96 Turnier für Veteranen
| Saison  | Veteranen Herreneinzel | Veteranen Dameneinzel |
| ------- | ---------------------- | --------------------- |
| 1996/96 | John Hilton            | Pauline Perry         |

### 1927–1995: English Open Championships
Veranstalter war der englische Tischtennisverband ETTA.

#### Seniorenwettbewerbe
| Saison  | Herreneinzel         | Dameneinzel        | Herrendoppel                         | Damendoppel                            | Mixed                                  |
| ------- | -------------------- | ------------------ | ------------------------------------ | -------------------------------------- | -------------------------------------- |
| 1994/95 | Damien Éloi          | Bettine Vriesekoop | Damien Éloi Christophe Legoût        | Åsa Svensson Marie Svensson            | n/a                                    |
| 1991/92 | Jean-Philippe Gatien | Mirjam Hooman      | Mikael Appelgren Jan-Ove Waldner     | Irina Palina Elena Timina              | Jean-Philippe Gatien Zxiao Ming Wang   |
| 1989/90 | Yu Shenlong          | Mika Hoshino       | Wei Qingguang Chen Longcan           | Kim Youn Sook Lee Jung Ae              | Jean-Philippe Gatien Zxiao Ming Wang   |
| 1987/88 | Jörgen Persson       | Li Huifen          | Andrzej Grubba Leszek Kucharski      | Daniela Gergeltschewa Valentina Popova | Wei Qingguang Li Huifen                |
| 1985/86 | Zoran Kalinić        | Elena Kovtun       | Zoran Kalinić Masahiro Maehara       | Alison Gordon Joy Grundy               | Desmond Douglas Alison Gordon          |
| 1983/84 | Desmond Douglas      | Anita Zakharjan    | Jonny Akesson Jörgen Persson         | Patricia Germain Brigitte Thiriet      | Seiji Ono Yoshiko Shimauchi            |
| 1981/82 | Teng Yi              | Chen Lili          | Teng Yi Fan Changmao                 | Dai Lili Chen Jieling                  | Chen Xinhua Chen Lili                  |
| 1979/80 | Desmond Douglas      | Jill Hammersley    | Andrzej Grubba Leszek Kucharski      | Blanka Silhanova Ilona Voštová         | Erik Lindh Marie Lindblad              |
| 1978/79 | Kou Yan Hua          | Jill Hammersley    | Kuo Yao Hua Ke Liang                 | Judit Magos Gabriella Szabo            | Desmond Douglas Linda Howard           |
| 1977/78 | Li Chen Shih         | Chu Hsiang Yun     | Li Chen Shih Wang Huiyuan            | Chu Hsiang Yun Wei Li Chieh            | Desmond Douglas Linda Howard           |
| 1976/77 | Stanislav Gomozkov   | Carole Knight      | Stanislav Gomozkov Anatoli Strokatov | Jill Hammersley Linda Howard           | Bagrat Burnasjan Tatiana Ferdman       |
| 1975/76 | Stellan Bengtsson    | Jill Hammersley    | Desmond Douglas Denis Neale          | Blanka Silhanova Ilona Voštová         | Stellan Bengtsson Ann-Christin Hellman |
| 1974/75 | Anatoli Strokatov    | Elmira Antonyan    | Stanislav Gomozkov Anatoli Strokatov | Yen Kui Li Yu Ching Chia               | Li Ching-Kwang Yen Kui-Li              |
| 1973/74 | Kjell Johansson      | Maria Alexandru    | Stellan Bengtsson Kjell Johansson    | Maria Alexandru Alica Grofová          | Bo Persson Brigitta Radberg            |
| 1972/73 | Stellan Bengtsson    | Brigitta Radberg   | Stellan Bengtsson Kjell Johansson    | Miloslava Polackova Ilona Voštová      | Milan Orlowski Ilona Voštová           |
| 1971/72 | Stellan Bengtsson    | Maria Alexandru    | Antun Stipančić Dragutin Šurbek      | Maria Alexandru Eleonora Vlaicov       | Milan Orlowski Ilona Voštová           |
| 1970/71 | Tibor Klampár        | Maria Alexandru    | Stellan Bengtsson Bo Persson         | Maria Alexandru Eleonora Vlaicov       | Antun Stipančić Maria Alexandru        |
| 1969/70 | Stefan Kollarovitz   | Maria Alexandru    | István Jónyer Tibor Klampár          | Karenza Mathews Mary Wright            | Denis Neale Mary Wright                |
| 1968/69 | Stanislav Gomozkov   | Zoya Rudnova       | Antoli Amelin Stanislav Gomozkov     | Svetlana Grinberg Zoya Rudnova         | Eberhard Schöler Diane Schöler         |
| 1967/68 | Stanislav Gomozkov   | Eleonora Vlaicov   | Istvan Korpa Dragutin Šurbek         | Svetlana Grinberg Zoya Rudnova         | Stanislav Gomozkov Zoya Rudnova        |
| 1966/67 | Jaroslav Staněk      | Mary Wright        | Vladimír Miko Jaroslav Staněk        | Maria Alexandru Eleonora Vlaicov       | Vladimír Miko Marta Luzova             |
| 1964/65 | Eberhard Schöler     | Marta Luzova       | Vladimír Miko Jaroslav Staněk        | Diane Rowe Mary Shannon                | Vladimír Miko Marta Luzova             |
| 1963/64 | Dorin Giurgiucă      | Maria Alexandru    | János Faházi Péter Rózsás            | Diane Rowe Mary Shannon                | Péter Rózsás Sárolta Lukacs            |
| 1962/63 | Zoltán Berczik       | Maria Alexandru    | Ivan Andreadis Vilim Harangozo       | Diane Rowe Mary Shannon                | János Faházi Éva Földy                 |
| 1961/62 | Zoltán Berczik       | Diane Rowe         | Ivan Andreadis Vladimír Miko         | Diane Rowe Mary Shannon                | Zoltán Berczik Sárolta Lukacs          |
| 1960/61 | Victor Markovic      | Éva Földy          | Hans Alsér Tony Larsson              | Kathy Best Agnes Simon                 | Zoltán Berczik Éva Földy               |
| 1959/60 | Ian Harrison         | Agnes Simon        | Johnny Leach Michael Thornhill       | Kathy Best Diane Rowe                  | Ian Harrison Diane Rowe                |
| 1958/59 | Ichirō Ogimura       | Fujie Eguchi       | Teruo Murakami Ichirō Ogimura        | Fujie Eguchi Kimiyo Matsuzaki          | Teruo Murakami Kimiyo Matsuzaki        |
| 1957/58 | Ferenc Sidó          | Agnes Simon        | Zoltán Berczik Ferenc Sidó           | Ann Haydon Pamela Mortimer             | Ferenc Sidó Éva Kóczián                |
| 1956/57 | Zoltán Berczik       | Fujie Eguchi       | Ichirō Ogimura Toshiaki Tanaka       | Taeko Namba Tomi Ōkawa                 | Keisuke Tsunoda Taeko Namba            |
| 1955/56 | Elemér Gyetvai       | Gizella Farkas     | Elemér Gyetvai Kálmán Szepesi        | Ann Haydon Diane Rowe                  | Johnny Leach Diane Rowe                |
| 1954/55 | Žarko Dolinar        | Rosalind Rowe      | Ivan Andreadis Ladislav Štípek       | Diane Rowe Rosalind Rowe               | Aubrey Simons Helen Elliot             |
| 1953/54 | Richard Bergmann     | Linda Wertl        | Brian Kennedy Aubrey Simons          | Diane Rowe Rosalind Rowe               | Johnny Leach Diane Rowe                |
| 1952/53 | Michel Haguenauer    | Rosalind Rowe      | Richard Bergmann Johnny Leach        | Diane Rowe Rosalind Rowe               | Victor Barna Rosalind Rowe             |
| 1951/52 | Richard Bergmann     | Linda Wertl        | Žarko Dolinar Vilim Harangozo        | Diane Rowe Rosalind Rowe               | Johnny Leach Diane Rowe                |
| 1950/51 | Aloizy Ehrlich       | Gertrude Pritzi    | Jack Carrington Johnny Leach         | Diane Rowe Rosalind Rowe               | Victor Barna Helen Elliot              |
| 1949/50 | Richard Bergmann     | Mildred Shahian    | Žarko Dolinar Vilim Harangozo        | Diane Rowe Rosalind Rowe               | Johnny Leach Margaret Franks           |
| 1948/49 | Marty Reisman        | Peggy McLean       | Victor Barna Richard Bergmann        | Peggy McLean Leah Thall                | Dick Miles Leah Thall                  |
| 1947/48 | Richard Bergmann     | Gizella Farkas     | Richard Bergmann Tage Flisberg       | Pinkie Barnes Gizella Farkas           | Ferenc Sidó Gizella Farkas             |
| 1946/47 | Václav Tereba        | Gizella Farkas     | Abe Berenbaum Bohumil Váňa           | Elizabeth Blackbourn Vera Dace         | Bohumil Váňa Věra Votrubcová           |
| 1945/46 | Bohumil Váňa         | Dóra Beregi        | Adolf Šlár Bohumil Váňa              | Dóra Beregi Vera Dace                  | Eric Filby Dóra Beregi                 |
| 1939/40 | Richard Bergmann     | Vera Dace          | Richard Bergmann Alfred Liebster     | Dóra Beregi Jean Nicoll                | Victor Barna Dóra Beregi               |
| 1938/39 | Richard Bergmann     | Jean Nicoll        | Victor Barna László Bellák           | Vlasta Depetrisová Věra Votrubcová     | Bohumil Váňa Věra Votrubcová           |
| 1937/38 | Victor Barna         | Dóra Beregi        | Victor Barna László Bellák           | Margaret Osborne Wendy Woodhead        | Victor Barna Margaret Osborne          |
| 1936/37 | Victor Barna         | Ruth Aarons        | Abe Berenbaum Sol Schiff             | Margaret Osborne Wendy Woodhead        | Robert Blattner Ruth Aarons            |
| 1935/36 | Aloizy Ehrlich       | Marie Kettnerová   | László Bellák Miklós Szabados        | Dora Emdin Astrid Krebsbach            | Victor Barna Margaret Osborne          |
| 1934/35 | Victor Barna         | Margaret Osborne   | Victor Barna Tommy Sears             | Margaret Osborne Wendy Woodhead        | Victor Barna Margaret Osborne          |
| 1933/34 | Victor Barna         | Margaret Osborne   | Victor Barna Tommy Sears             | Dora Emdin Phyllis Moser               | Victor Barna Dora Emdin                |
| 1932/33 | Victor Barna         | Dora Emdin         | Victor Barna Sándor Glancz           | Adele Wood Wendy Woodhead              | Victor Barna Dora Emdin                |
| 1931/32 | Miklós Szabados      | Mária Mednyánszky  | Stanislav Kolář Antonín Maleček      | H. Martin Mária Mednyánszky            | Miklós Szabados Mária Mednyánszky      |
| 1930/31 | Miklós Szabados      | Valerie Bromfield  | Victor Barna Miklós Szabados         | Mary Holt Adele Wood                   | Sándor Glancz Valerie Bromfield        |
| 1929/30 | Sándor Glancz        | Doris Gubbins      | Charles Bull Fred Perry              | Magda Gál Winifred Land                | Sándor Glancz Magda Gál                |
| 1928/29 | Antonín Maleček      | Marie Šmídová      | Charles Bull Fred Perry              | Phyllis Moser Marie Šmídová            | Fred Perry Winifred Land               |
| 1927/28 | Dániel Pécsi         | Erika Metzger      | Charles Bull Fred Perry              | Winifred Land Brenda Sommerville       | Dániel Pécsi Erika Metzger             |
| 1926/27 | R. G. Suppiah        | Doris Gubbins      | Percival Bromfield Lionel Farris     | Doris Gubbins Joan Ingram              | Lionel Farris Joan Ingram              |

#### Veteranenturniere
| Saison   | Veteranen Herreneinzel | Veteranen Dameneinzel |
| -------- | ---------------------- | --------------------- |
| 1991/92* | John Hilton            | Judy Williams         |
| 1978/79  | H. Bolena              | n/a                   |
| 1977/78  | Derek Schofield        | n/a                   |
| 1976/77  | Derek Schofield        | n/a                   |
| 1975/76  | Henry Buist            | Daphne Gray           |
| 1974/75  | Peter D’Arcy           | Daphne Gray           |
| 1973/74  | Ken Beamish            | Daphne Gray           |
| 1972/73  | Derek Schofield        | Daphne Gray           |
| 1971/72  | Ron Ethridge           | Daphne Gray           |
| 1970/71  | Gordon Chapman         | Molly Prowen          |
| 1969/70  | Jack Clayton           | Judy Williams         |
| 1968/69  | Stan Norton            | Judy Williams         |
| 1967/68  | Lou Hoffman            | Majorie Cumberbatch   |
| 1966/67  | Harry Venner           | Majorie Cumberbatch   |
| 1964/65  | Harry Venner           | Gladys Horn           |
| 1963/64  | Harry Venner           | D. Crosby             |
| 1962/63  | Ron Crayden            | D. Crosby             |
| 1961/62  | Ron Crayden            | C. Whitehouse         |
| 1960/61  | Ron Crayden            | C. Whitehouse         |
| 1959/60  | Ronald Sharman         | Brenda Bell           |
| 1958/59  | Ronald Sharman         | Brenda Bell           |
| 1957/58  | Lionel Kerslake        | V. Cherriman          |
| 1956/57  | Lionel Kerslake        | Brenda Bell           |
| 1955/56  | H. Spears              | G. Davies             |
| 1954/55  | Alec Brook             | I. Huntner            |
| 1953/54  | Lionel Kerslake        | C. Cook               |
| 1952/53  | Lionel Kerslake        | Brenda Bell           |
| 1951/52  | Alec Brook             | Sophie Betling        |
| 1950/51  | Leo Thompson           | Sophie Betling        |
| 1949/50  | S. Sugarhood           | Nancy Evans           |
| 1948/49  | S. Sugarhood           |                       |
| 1947/48  | Edgar Reay             |                       |
| 1946/47  | J. Taylor              |                       |
| 1945/46  | R. V. Bryant           |                       |
| 1939/40  | A. J. Wilmott          |                       |
| 1938/39  | Zoltán Mechlovits      |                       |
| 1937/38  | H. Knibbs              |                       |
| 1936/37  | A. Melnick             |                       |
| 1935/36  | E. C. Gunn             |                       |
| 1934/35  | A. J. Wilmott          |                       |
| 1933/34  | James Thompson         |                       |
| 1932/33  | Zoltán Mechlovits      |                       |

#### 1991/92 Veteranen-Doppelwettbewerbe
| Saison  | Veteran Herrendoppel        | Veteran Damendoppel  |
| ------- | --------------------------- | -------------------- |
| 1991/92 | John Hilton Malcolm Corking | D. Dawson L. Radford |

#### 1962–1991: Mannschafts-Wettbewerbe
| Saison  | Herrenmannschaft | Damenmannschaft            |
| ------- | ---------------- | -------------------------- |
| 1991/92 | Deutschland      | Schweden                   |
| 1989/90 | China            | Südkorea                   |
| 1987/88 | China            | China                      |
| 1985/86 | Jugoslawien      | CSSR                       |
| 1983/84 | Japan            | Russland                   |
| 1981/82 | China            | China                      |
| 1979/80 | England          | CSSR                       |
| 1978/79 | China            | CSSR                       |
| 1977/78 | China            | China                      |
| 1976/77 | England          | England                    |
| 1975/76 | England          | Schweden                   |
| 1974/75 | England          | China                      |
| 1973/74 | Schweden         | Schweden                   |
| 1972/73 | Schweden         | Schweden                   |
| 1971/72 | Schweden         | CSSR                       |
| 1970/71 | England          | Bundesrepublik Deutschland |
| 1969/70 | England          | Rumänien                   |
| 1968/69 | Schweden         | Russland                   |
| 1967/68 | Jugoslawien      | CSSR                       |
| 1966/67 | CSSR             | Ungarn                     |
| 1964/65 | Rumänien         | England                    |
| 1963/64 | Jugoslawien      | Ungarn                     |
| 1962/63 | CSSR             | Ungarn                     |

### 1921–1926: English National Championships
| Saison  | Herreneinzel       | Dameneinzel    |
| ------- | ------------------ | -------------- |
| 1925/26 | R. G. Suppiah      | Greta Vasey    |
| 1924/25 | Prashant N. Nanda  | Kathleen Berry |
| 1923/24 | Percival Bromfield | Kathleen Berry |
| 1922/23 | Mike Cohen         | Kathleen Berry |
| 1921/22 | Andrew Donaldson   | F. Scott       |